# Kiss Me First
Kiss Me First es una serie de televisión británica  de drama creada por Bryan Elsley para Netflix y Channel 4. La serie comenzó a emitirse el 2 de abril de 2018 en Channel 4.

## Sinopsis
Leila, una joven de 17 años solitaria y adicta a los videojuegos de Realidad Virtual (VR) en el mundo en línea de Azana, donde se encuentra con la chica fiestera Tess, que oculta un  gran  oscuro secreto.

## Elenco y personajes
- Tallulah Haddon como Leila[8]
- Simona Brown como Tess[4]
- Matthew Beard como la voz de Adrian[8]
- George Jovanovic como Calumny[8]
- Freddie Stewart como Force[8]
- Misha Butler como Jocasta[8]
- Haruka Abe como Tippi[8]
- Samuel Bottomley como Denier[8]

## Producción
En enero de 2016 se informó que Netflix y E4 co-producirían una serie basada en la novela de Lottie Moggach del mismo título, consistiendo en seis episodios de una hora, con Netflix teniendo los derechos de difusión internacional y E4 para Reino Unido. La serie será una mezcla de actuaciones de acción en vivo y escenas generadas por computadora. La fotografía principal comenzó en diciembre de 2016 en Londres y Croacia y se espera que finalice a mediados de 2017.